# Artemisia Gentileschiová
Artemisia Lomi nebo Artemisia Gentileschi (italsky: [arteˈmiːzja dʒentiˈleski]; 8. července 1593, Řím – asi 1656, Neapol) byla italská manýristická až barokní malířka. Je považována za jednoho z nejuznávanějších umělců první poloviny 17. století; zpočátku pracovala ve stylu Caravaggia. Profesionální umění vytvářela už ve věku 15 let. V době, kdy ženy měly jen málo příležitostí k uměleckému vzdělání nebo práci jako profesionální umělkyně, byla Gentileschiová první ženou, která se stala členkou Accademia di Arte del Disegno ve Florencii a měla mezinárodní klientelu.
Na mnoha jejích obrazech jsou ženy z mýtů, alegorií a Bible, včetně obětí, sebevrahů a válečníků. Některé z jejích nejznámějších témat jsou Zuzana a starší (zejména verze z roku 1610 v Pommersfeldenu), Júdita zabíjející Holoferna (její verze z let 1614 až 1620 je v galerii Uffizi) a Júdita a její služebná (její práce z roku 1625 je v Detroitském institutu umění).
Byla známá tím, že dokázala ztvárnit ženskou postavu s velkým naturalismem a také svou dovedností zacházet s barvami tak, aby vyjádřila rozměr a drama.
Její umělecké úspěchy byly dlouho zastíněny příběhem o tom, jak ji Agostino Tassi znásilnil, když byla mladá, a o tom, jak byla mučena, aby podala svědectví během procesu.
Po mnoho let byla považována za kuriozitu, ale její život a umění byly přehodnoceny vědci ve 20. a 21. století, přičemž uznání jejího talentu dokazují významné výstavy v mezinárodně uznávaných institucích výtvarného umění, jako je Národní galerie v Londýně.

## Životopis

### Římské začátky
Artemisia Gentileschi se narodila 8. července 1593 v Římě jako první dítě malíře Orazia Gentileschiho, jednoho z nejlepších představitelů Caravaggiovy školy. S malováním začala v otcově dílně. Projevila přitom mnohem víc talentu než její bratři. Učila se kreslit, míchat barvy a malovat. Jelikož její otec patřil ke Caravaggiovým následovníkům, takzvaným caravaggistům, napodobovala Artemisia v té době také Caravaggiův styl. Její přístup se však od otcova přístupu lišil.

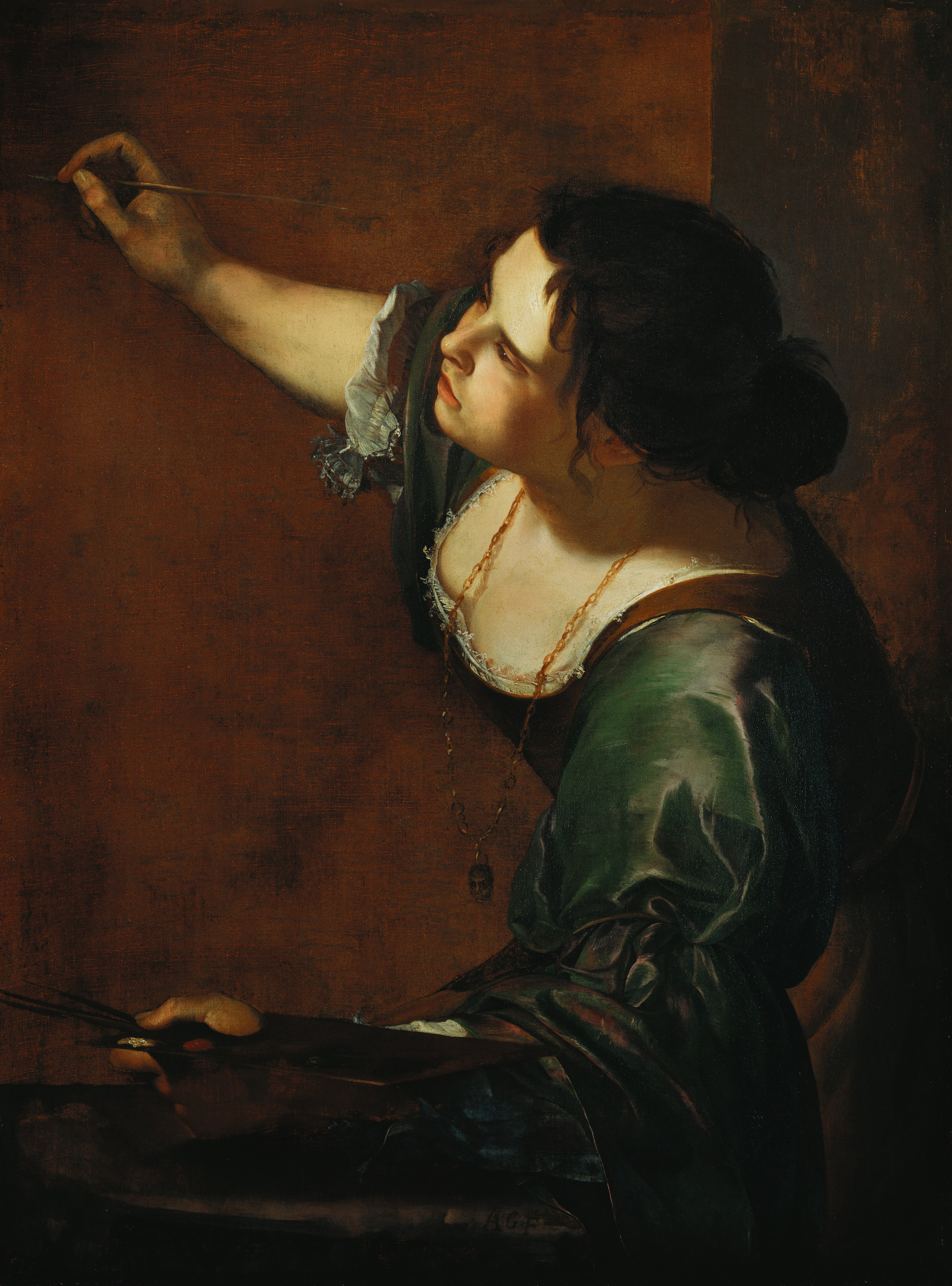
Vlastní portrét jako Alegorie malířství

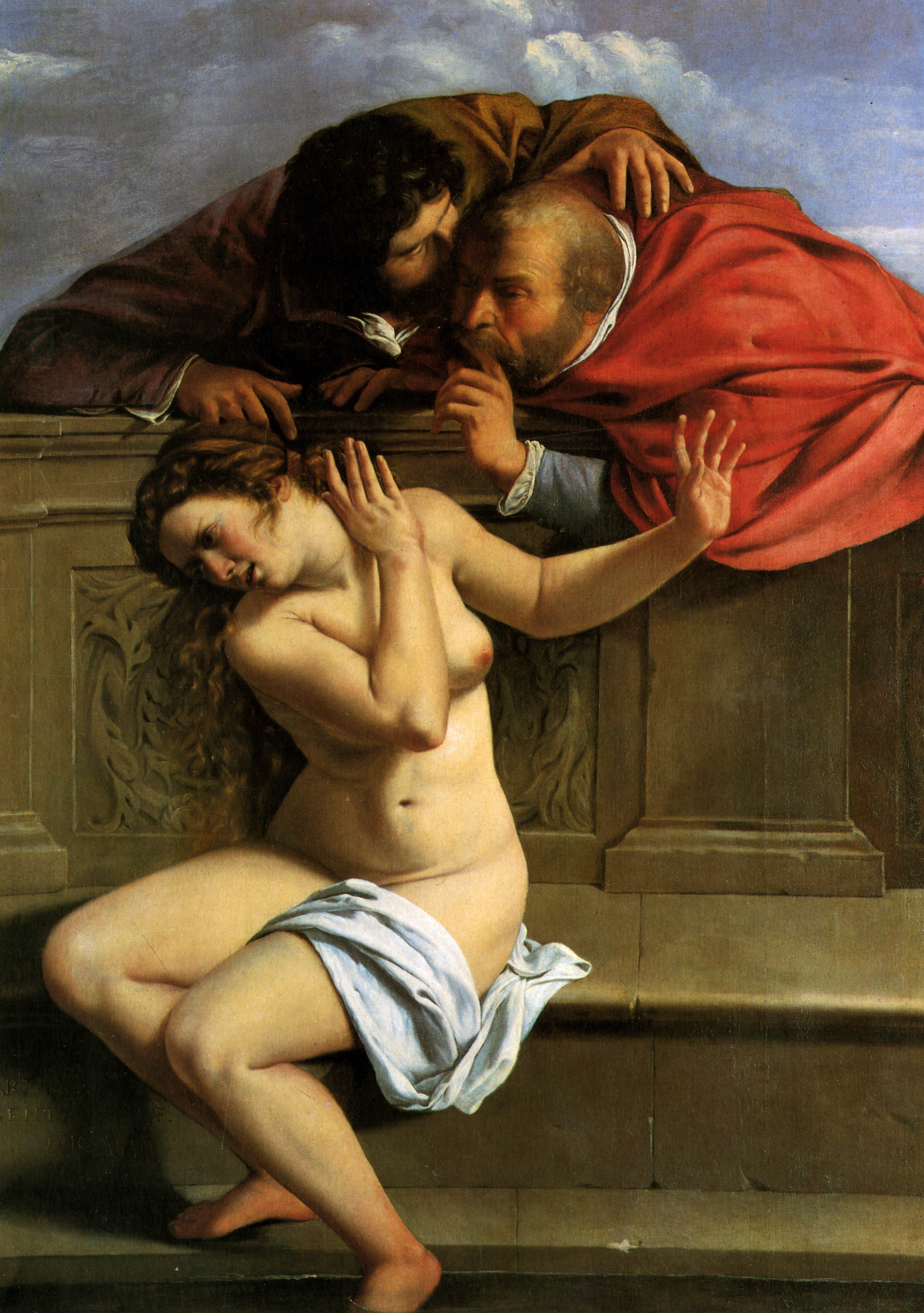
Zuzana a starci (1610), Schönborn, Pommersfelden

Prvním dílem sedmnáctileté Artemisie (ačkoli lze předpokládat, že jí s ním pomáhal otec) byl obraz Zuzana a starci (1610), dnes v Schöbornské sbírce na zámku Weissenstein v bavorském Pommersfeldenu. Obraz je dokladem, jak si dokázala přizpůsobit Caravaggiův realismus, aniž zůstala netečná k jazyku boloňské školy, k jejímž nejznámějším představitelům patří Annibale Carracci, (1557–1602).
V roce 1612 jí byl, i přes její nesporný talent, odmítnut přístup do tehdy výlučně mužské Malířské akademie. Její otec v té době spolupracoval na výzdobě římského paláce Pallavicini Rospigliosi s Agostinem Tassim. Najal tedy tohoto toskánského malíře, aby jeho dceru soukromě vyučoval. Tassi však zneužil svého postavení a Artemisii znásilnil. Ačkoli zprvu souhlasil, že si ji vezme, aby očistil její pověst, později svůj slib odvolal, a proto jej byl Orazio nucen zažalovat.
Během následujícího sedmiměsíčního procesu vyšlo najevo, že se Tassi chystal zavraždit svoji ženu, nutil svoji švagrovou k sexuálnímu styku a tím k cizoložství a plánoval také, že ukradne některé z Oraziových obrazů. Artemisia se přitom musela podrobit gynekologickému vyšetření a dokonce i mučení natahováním prstů, aby se zjistilo, zda mluví pravdu. To bylo pro ni jako malířku obzvlášť kruté. Tassi byl nakonec uvězněn na pouhý jeden rok, a ani tento trest vězení nenastoupil. Hořké zkušenosti z procesu ovlivnily Artemisiin na tehdejší dobu téměř feministický pohled na svět.
Na plátně Zavraždění Holoferna (Giuditta che decapita Oloferne, Museo di Capodimonte, Neapol, 1612–1613) vycházela Artemisia z Caravaggiova obrazu se stejným námětem. Judita je v obou případech zachycena, jak uřezává hlavu Holofernovi, aby mu zabránila pokračovat ve válečném tažení proti své zemi.

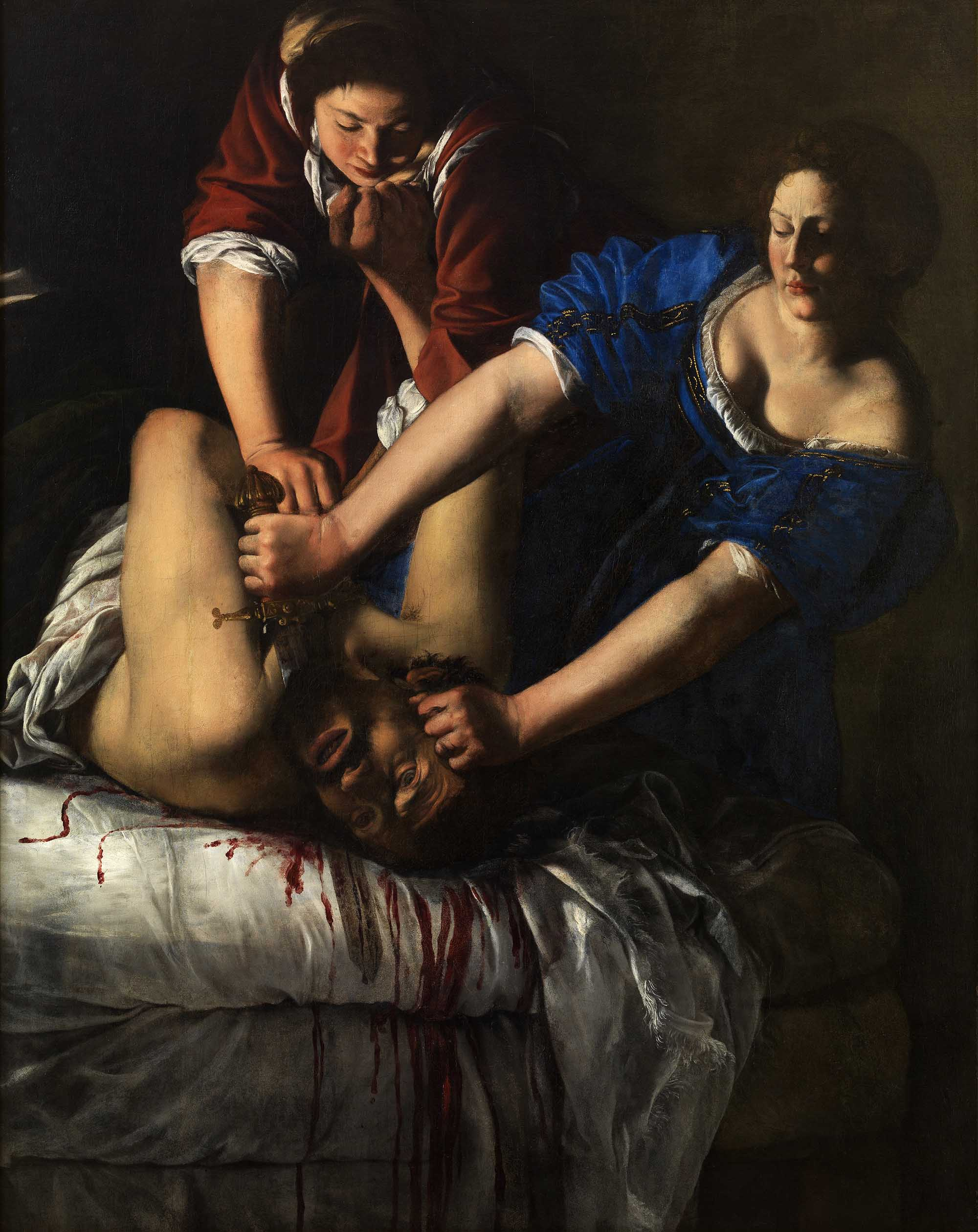
Zavraždění Holoferna, Neapol, Museo di Capodimonte

Ovšem na rozdíl od Caravaggiova plátna, na němž se Judita při uřezávání Holofernovy hlavy snaží být co nejdále od asyrského generála, zapojuje se Artemisiina hrdinka do děje se vší vervou. Zatímco jednou rukou drží Holoferna pevně za vlasy, svírá v druhé meč, jímž ho podřezává. Z rány na krku přitom stříká krev. Z natočení Juditina těla a z výrazu tváře můžeme vytušit, jaké úsilí ji to stojí. Její služebná přitom vší silou drží Holofernovi ruce, aby se nemohl bránit. Toto zobrazené násilí bývá interpretováno jako touha po psychologické odvetě za příkoří, jež musela mladá malířka vytrpět.
Aby očistil dceřinu pověst, zorganizoval Orazio Gentileschi měsíc po vynesení rozsudku její svatbu s florentským umělcem Pierantoniem Stiattesim. Krátce poté se manželský pár přestěhoval do Florencie, kde Artemisia získala zakázku na výzdobu Buonarrotiho muzea (Casa Buonarroti). Ve Florencii se jí konečně podařilo prorazit. Stala se chráněnkyní vládnoucího rodu Medicejských. Existuje domněnka, že z této doby pochází její Madona s dítětem (Madonna col Bambino), která dnes patří do sbírek Galerie Spada v Římě.

### Florentské období (1614–1620)
Ve Florencii slavila Artemisia velké úspěchy. Stala se první ženou, jež byla přijata do zdejší Akademie umění. Udržovala přátelské styky s předními umělci té doby, jako byl Cristofano Allori, a získala podporu florentského vládce vévody Cosima de' Medici, a zejména vévodkyně Cristiny. Spřátelila se s Galileem Galileim, s nímž udržovala písemný kontakt ještě dlouho po svém odjezdu z Florencie. Vnuk slavného Michelangela, který na jeho památku budoval Michelangelovo muzeum, tzv. Casa Buonarroti, ji požádal, aby vyzdobila strop galerie maleb.
Její nástropní obraz představuje Alegorii náklonnosti, již ztělesňuje nahá mladá žena držící kompas. Ženina tvář se, ostatně jako obličeje mnoha Artemisiiných ženských hrdinek, podobá autoportrétům své tvůrkyně. Malířčiny umělecké úspěchy a skutečnost, že je žena, vyvolávaly časté klepy o jejím soukromém životě.
Z děl namalovaných v tomto období jmenujme alespoň Obrácení Magdaleny a druhou verzi Zavraždění Holoferna, která je větší než obraz ve sbírce neapolského Musea di Capodimonte a je dnes umístěna ve florentských Uffiziích.
Ve Florencii se Artemisii a Pierantoniovi narodili čtyři synové a dcera. Pouze dcera Prudenzia se však dožila dospělosti. Roku 1621 se s matkou vrátila do Říma a později s ní odjela do Neapole. Prudenziin život po matčině smrti není příliš známý.
I přes značný úspěch, který Artemisia ve Florencii slavila, měla rodina značné finanční problémy, neboť Pierantonio neustále rozmařile utrácel, takže i přesto, že svými obrazy vydělávala dost peněz, žili povětšinou stále v dluzích. Artemisia už toho měla dost. Zanechala ve Florencii svého manžela a vrátila se s dcerou do Říma. Naštěstí se ukázalo, že stěhování byl dobrý tah. V Římě slavila ještě větší úspěchy než předtím ve Florencii.

### Návrat do Říma a Benátky (1621–1630)
Nedlouho po Artemisiině návratu do rodného Říma odcestoval její otec Orazio do Benátek. Existují domněnky, že jej Artemisia následovala, ačkoli pro to chybí dostatečné důkazy. Většina materiálů potvrzuje názor, že zůstala v Římě, snažila se najít byt a vychovávat svoji dceru Prudenzii.

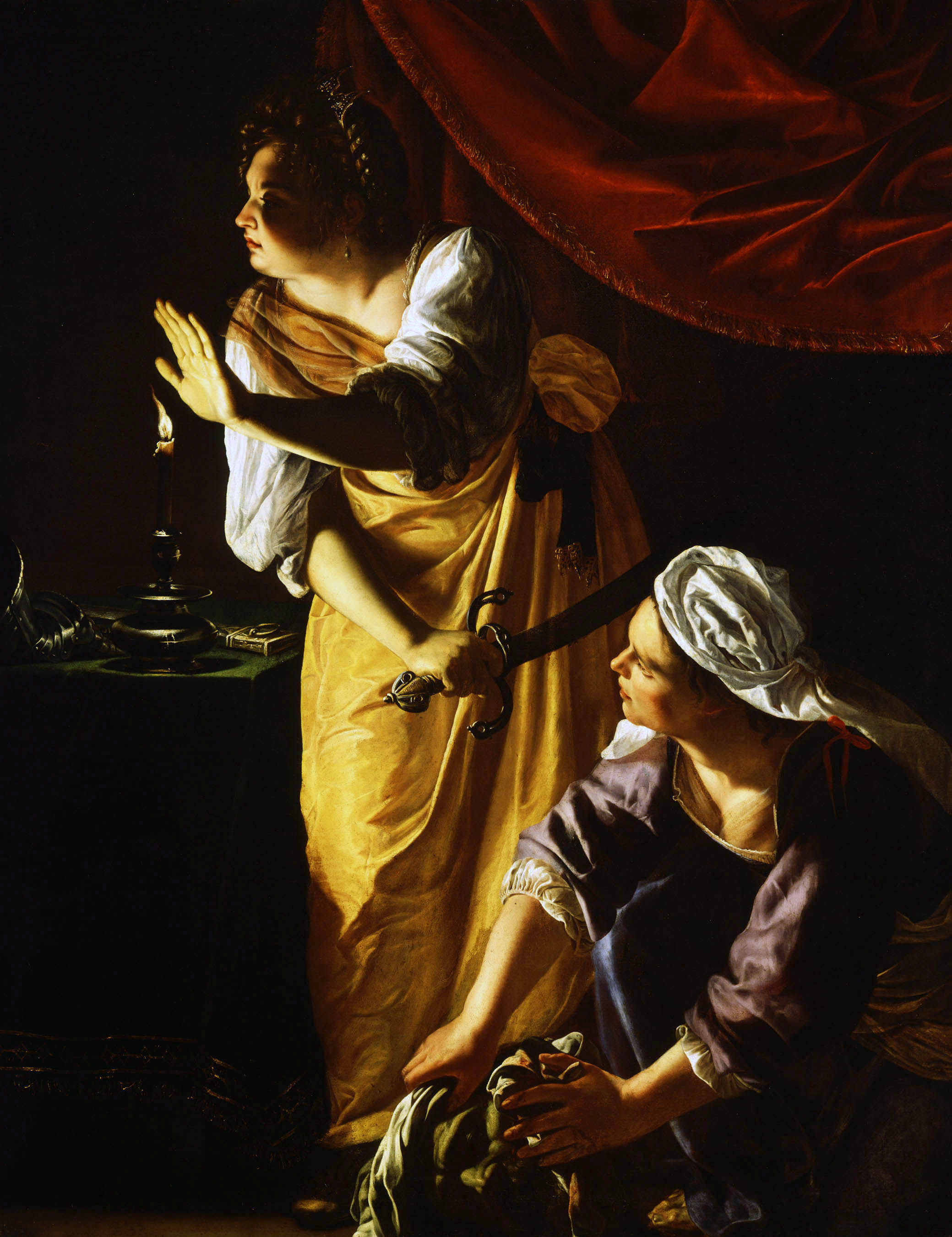
Judita se svojí služebnou, Detroit, Institute of Arts

Po návratu z Florencie namalovala Artemisia obraz Judita se svojí služebnou, který je vlastně pokračováním Zavraždění Holoferna. Judita stále pevně svírá Holofernův meč, zatímco služebná ukrývá generálovu hlavu do pytle. Judita zvedá ruku, jako by zaslechla nějaký zvuk, a chce utišit služebnou. Artemisia zesílila dramatický náboj obrazu tím, že ho osvětlila jedinou svící. Ruka stíní Juditě většinu obličeje a divák může cítit její strach z toho, co se děje v temnotě venku.
Také zde je silně patrný vliv Caravaggiovy školy, ačkoli umělec sám byl již víc než deset let po smrti. K významným caravaggistům patřili v Římě kromě Artemisiina otce i Carlo Saraceni (vrátil se v roce 1620 do Benátek), Bartolomeo Manfredi a Simon Vouet. Nicméně počátkem 17. století nalezneme v Římě řadu odlišných malířských stylů, např. Carracciho následovníky z mnohem klasičtější boloňské školy či barokní styl Pietra da Cortony.
Někdy v roce 1627 se umělkyni narodila druhá, nemanželská dcera. Artemisia se později snažila zasvětit obě dívky do tajů malířského umění, ale zdá se, že s nevalným výsledkem.
V tomto období se spřátelila s významným humanistou, sběratelem a milovníkem umění Cassianem dal Pozzo, který se kromě ní přátelil s francouzským malířem Nicolasem Poussinem a podporoval řadu více či méně významných umělců.
Artemisia Gentileschi byla silná osobnost. Měla výbornou uměleckou pověst a řadu dobrých známostí, přesto se jí nedařilo v Římě tak, jak očekávala. Byla oceňována jen jako portrétistka a malířka biblických hrdinek, ale nedostala ani jedinou výnosnou zakázku na oltářní obraz.
Vzhledem k nedostatku důvěryhodných dokumentů z tohoto období je obtížné sledovat Artemisiino počínání. Je však jisté, že se mezi roky 1627 až 1630 přemístila do Benátek. Snad doufala, že zde získá výnosnější zakázky.

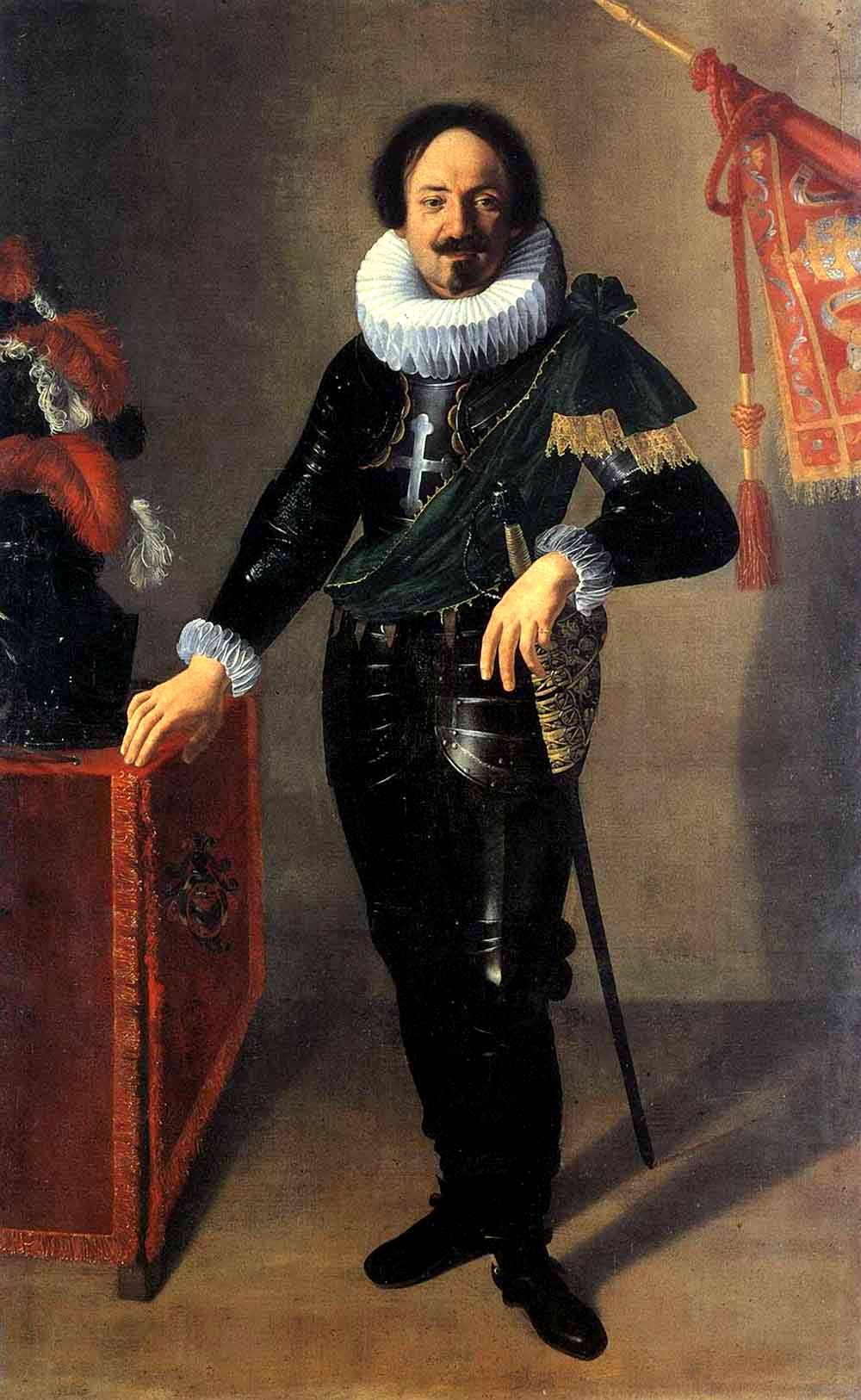
Portrét gonfaloniera, Palazzo d'Accursio, Bologna

I přes určité obtíže s přesným datováním některých Artemisiiných obrazů existuje několik děl, jež lze do této doby zařadit s poměrně značnou určitostí. Jsou to Portrét gonfaloniera (Ritratto di gonfaloniere), který je příkladem jejího portrétního mistrovství a dnes se nachází v Bologni, již zmiňovaná Judita se svojí služebnou (Giuditta con la sua ancella), což je mistrovská ukázka využití světla a stínu (metoda šerosvitu, italsky chiaroscuro), a Spící Venuše (Venere Dormiente), dnes umístěná v Muzeu krásných umění v Richmondu v USA. Dále také obraz Ester a Ahasver (Ester e Assuero), jenž patří do sbírky Metropolitního muzea umění (Metropolitan Museum of Art) v New Yorku.

### Neapol a anglické období (1630–1653)
V roce 1630 se Artemisia přestěhovala do Neapole, jež byla vyhlášená mnoha uměleckými dílnami a řadou příznivců umění. Doufala, že zde najde nové a finančně výhodnější pracovní příležitosti. Ostatně v Neapoli po určitou dobu pobývali i Caravaggio, Annibale Carracci a Simon Vouet. V době, kdy sem Artemisia přijela, tu mimo jiné pracovali také Jusepe de Ribera, Massimo Stanzione a Domenichino, později i Giovanni Lanfranco a řada dalších umělců. První obraz, který zde umělkyně vytvořila, bylo Zvěstování Panny Marie (Annunciazione), jež se dnes nachází v neapolském Museo di Capodimonte. V Neapoli pak setrvala s výjimkou krátkého pobytu v Londýně a několika dalších cest po zbytek svého života. Město se jí stalo druhým domovem, kde se jí a její rodině (obě dcery se zde vdaly) dařilo. Artemisia se zde spřátelila s mnoha uznávanými umělci, zejména pak s Massimem Stanzionem, s nímž začala umělecky spolupracovat. Podle spisovatele Bernarda de' Dominiciho, který v 18. století napsal obsažnou, leč ne zcela důvěryhodnou třídílnou antologii krátkých životopisů neapolských umělců, byla tato spolupráce založena na skutečném přátelství a blízkých uměleckých postojích.

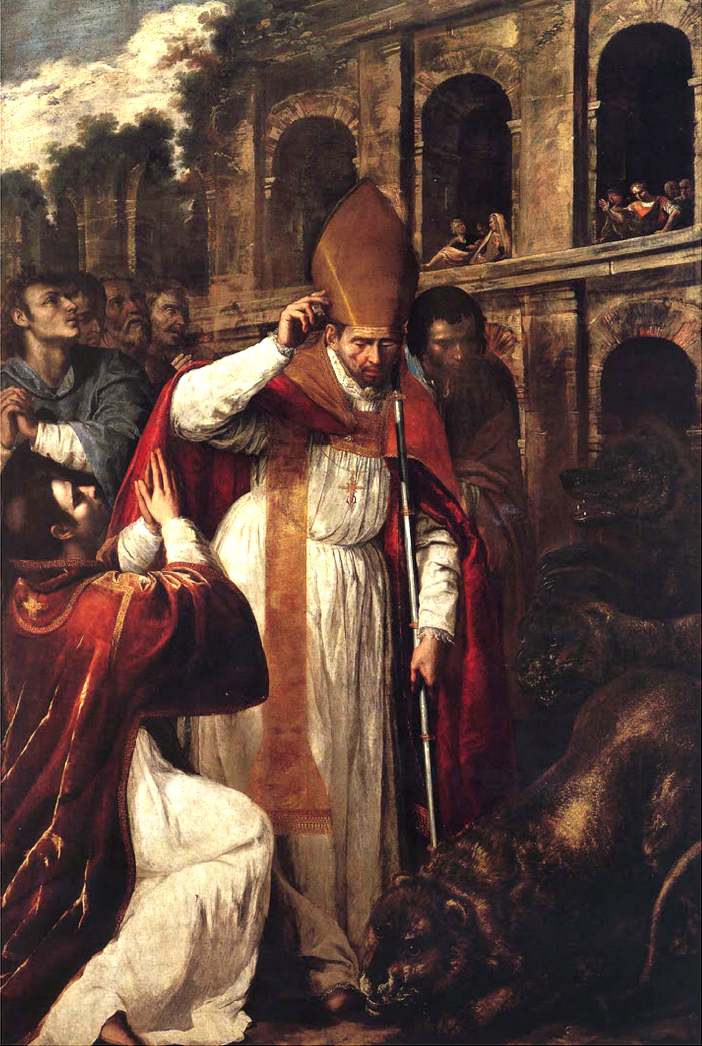
Mučení sv. Januaria v amfiteátru v Pozzuoli, Neapol, Museo di Capodimonte

V Neapoli se Artemisii poprvé v životě poštěstilo pracovat na výzdobě katedrály, když pro chrám v Pozzuoli namalovala obraz Mučení sv. Januaria v amfiteátru v Pozzuoli. V době svého prvního neapolského pobytu namalovala mimo jiné i plátna Narození sv. Jana Křtitele (Nascita di San Giovanni Battista), dnes v madridském Pradu a Corisca a satyr (Corisca e il satiro) [v soukromé sbírce], na nichž předvedla, že se dokáže přizpůsobit i novým trendům a že zvládne i jiné náměty, než jsou všechny ty Judity, Zuzany, Batšeby a kající se Magdaleny, jimiž se proslavila.
V roce 1638 odjela Artemisia na pozvání anglického krále Karla I. do Londýna, kde se připojila ke svému otci. Orazio se totiž mezitím stal dvorním malířem Jeho Veličenstva a dostal důležitou zakázku – vyzdobit Queen’s House v Greenwichi u Londýna, který patřil královně Jindřišce Marii Bourbonské, nástropní malbou, alegorií Triumf míru a umění (dnes v Marlborough House v londýnském Westminsteru). Artemisia s ní otci, jemuž v té době bylo už přes sedmdesát, pomáhala. Opět tak po dlouhé době pracovali bok po boku na společném díle. Nicméně král Karel Artemisii nepovolal ke svému dvoru jen proto, aby pomáhala otci s výzdobou královnina sídla. Byl totiž vášnivým sběratelem umění a pověst italské umělkyně ho zřejmě zaujala. Proto se rozhodl zakoupit do své rozsáhlé sbírky i její obraz Vlastní portrét jako Alegorie malířství (Autoritratto in veste di Pittura) [v záhlaví článku], který je dnes součástí Královské sbírky ve Windsoru.
V roce 1639 náhle zemřel Artemisiin otec Orazio Gentileschi. Ačkoli neexistuje žádné dílo umělkyně, jež by mohlo být s jistotou připsáno tomuto období, musela mít Artemisia v Londýně zřejmě i řadu vlastních zakázek. Je totiž známo, že Anglii opustila až roku 1642, když se již schylovalo k anglické občanské válce. O období, jež v Artemisiině životě následovalo, se toho příliš neví. Jisté je, že se v roce 1649 opět objevila v Neapoli. Dochovala se korespondence, kterou si vyměňovala s donem Antoniem Ruffem ze Sicílie, jenž se stal v době jejího druhého neapolského pobytu jejím rádcem. Poslední dochovaný dopis, jejž umělkyně napsala svému rádci, a který je datován 1650, je poměrně přesvědčivým důkazem, že v té době byla plná sil a stále pracovala. Obvykle se uvádí, že zemřela v roce 1653, v poslední době se však objevily úvahy, že žila ještě v roce 1654, a dokonce přijímala zakázky, přestože byla stále víc závislá na svém pomocníkovi Onofriu Palumbovi. Proto se někdy spekuluje s myšlenkou, že mohla zemřít až během morové epidemie, jež zasáhla Neapol v roce 1656.

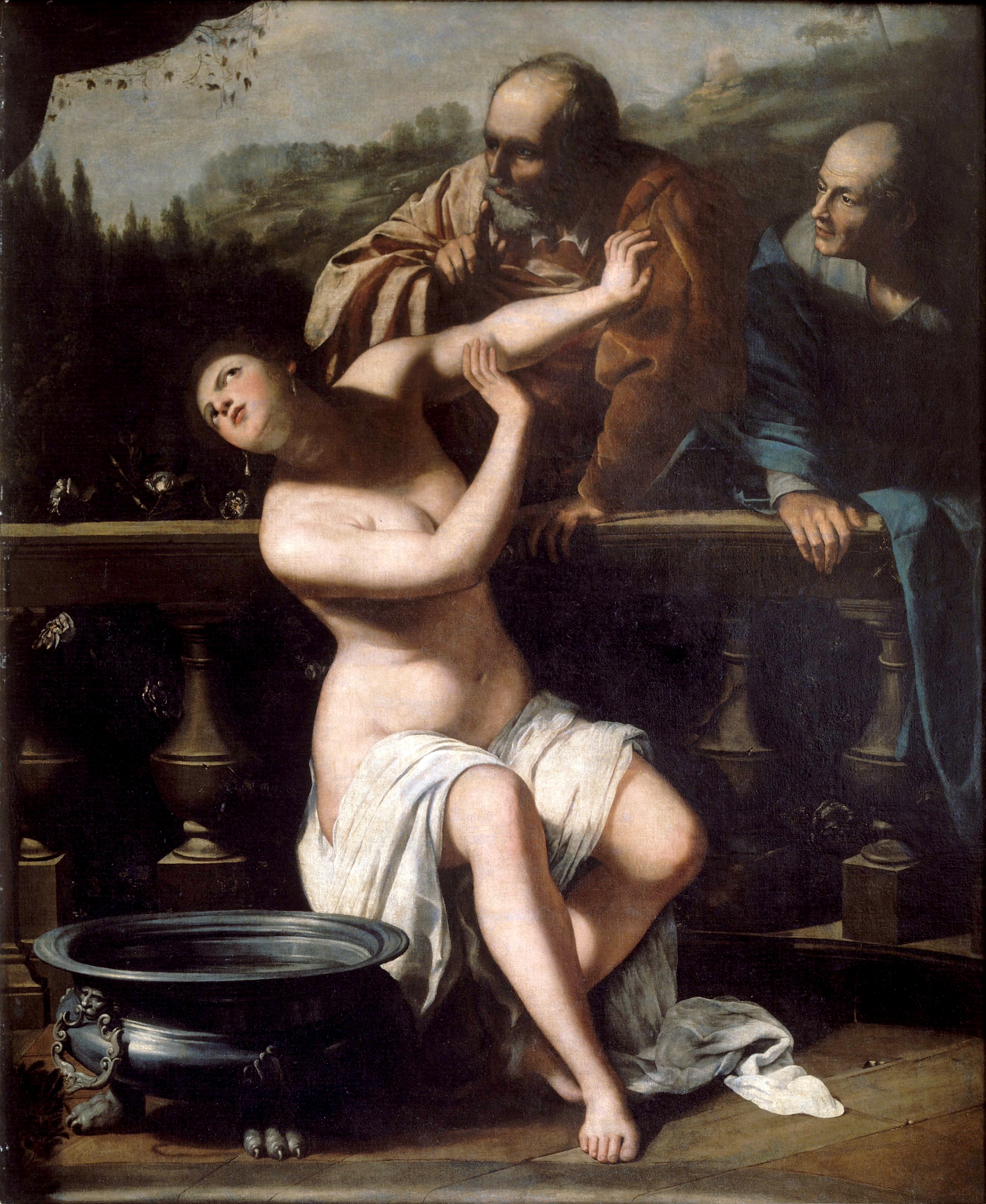
Zuzana a starci, druhá verze, Brno, Moravská galerie

K dílům, jež můžeme s určitostí připsat tomuto období, patří druhá verze obrazu Zuzana a starci, která je dnes umístěna v Moravské galerii v Brně, a Madona s dítětem a růžencem (Madonna e Bambino con rosario), dnes v královském paláci El Escorial u Madridu.

### Životopis v datech
- 1593 Narodila se 8. července v Římě jako nejstarší z pěti dětí.
- 1605 Ve dvanácti jí zemřela matka. Otec Orazio je úspěšný malíř a Artemisia se učí v jeho dílně.
- 1610 Maluje svoje první známá díla Madonu s dítětem a Zuzanu a starce.
- 1612 Otec jí najal za soukromého učitele malíře Agostina Tassiho. Z učitele se však stal násilník, což mělo za následek sedmiměsíční soud.
- 1613 Vdává se za malíře Pierantonia Stiattesiho a stěhuje se k němu do Florencie. Má čtyři děti, ale pouze dcera Prudenzia se dožije dospělosti.
- 1617 Dostává zakázku od Michelangelova synovce, který ve Florencii buduje Michelangelův dům. Na strop v salonu maluje Alegorii náklonnosti. Ve Florencii má velký úspěch a maluje pro vládnoucí rod Medicejských.
- 1620 Vrací se do Říma s Prudenzií, ale bez manžela.
- 1627 Hledá větší zakázky, a tak se stěhuje do Benátek.
- 1630 Usazuje se v Neapoli, kde je dobře známá, a dostává řadu zakázek.
- 1638 Král Karel I. ji zve ke svému dvoru do Londýna, kde je její otec dvorním malířem. Pomůže otci dokončit strop v Queen’s House v Greenwichi. Král, který se zajímá o umění, od ní kupuje obraz Vlastní portrét jako Alegorie malířství.
- 1639 Její otec náhle umírá.
- 1642 Odjíždí z Anglie zpět do Itálie.
- 1649 Opět žije a pracuje v Neapoli. Má pomocníka Onufria Palumba a dostatek zakázek.
- 1653/1656 Umírá během morové epidemie v Neapoli.